# Khối đa diện đều Platon
Trong toán học, các khối đa diện Platon là các đa diện lồi đều. Trên thực tế chỉ có đúng 5 đa diện đều Platon đó là tứ diện đều (tetrahedron), hình lập phương (hexahedron), bát diện đều (octahedron), mười hai mặt đều (dodecahedron) và hai mươi mặt đều (icosahedron).

## Lịch sử vấn đề
Các đa diện đều Platon được biết đến từ rất sớm trong thời kì cổ đại. Những đa diện đều Platon  đầu tiên được tạo ra từ cách đây hơn 4000 năm và chúng được chạm khắc trên những khối đá.
Các khối đa diện đều platon đầu tiên là các khối tetrahedron (khối 4 mặt), hexahedron (khối 6 mặt), octahedron (khối 8 mặt), dodecahedron (khối 12 mặt), icosahedron (khối 20 mặt). Chúng được tìm thấy tại nhiều vùng khác nhau ở Scotland và trở thành nền tảng kiến trúc trong thế giới cổ đại.

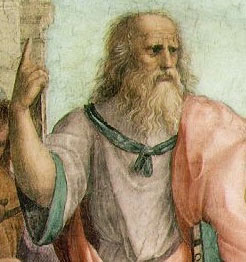
Platon (khoảng 427 – 347 TCN)

Xuất hiện từ rất sớm nhưng cho tới thời điểm cách đây hơn 2500 năm thì các quy luật toán học xung quanh vấn đề các khối đa diện đều Platon mới lần đầu tiên được đề cập tới và nghiên cứu sâu rộng. Và cho tới khi nhà triết học, nhà thiên văn học và cũng là nhà hình học nổi tiếng Hy Lạp – Platon (khoảng 427 – 347 TCN) tìm ra rằng chỉ có 5 khối đa diện đều thì chúng được mới biết đến 5 đa diện đều tetrahedron, hexahedron (lập phương), octahedron, dodecahedron và icosahedron. với tên là Các khối Platon. Hơn thế nữa một điều khá thú vị là theo Plato 5 đa diện đều này còn là đại diện cho các yếu tố cơ bản trong vũ trụ:
| Yếu tố    | Khối Platon      |
| --------- | ---------------- |
| Lửa       | Tứ diện đều      |
| Nước      | Hai mươi mặt đều |
| Không khí | Bát diện đều     |
| Đất       | Lập phương       |
| Vũ trụ    | Mười hai mặt đều |

Và cơ sở để chúng ta có thể chứng minh rằng chỉ tồn tại duy nhất 5 đa diện đều Platon đó chính là một định lý cổ điển của Leonhard Euler (1707 – 1783) - một nhà toán học và cũng là một nhà vật lý học người Thụy Sĩ. Ông được xem như là một trong những nhà toán học lừng lẫy nhất trong thế kỉ 18 với những đóng góp quan trọng trong vật lý và toán học.

## Khái quát chung

### Giới thiệu bài toán
Dưới đây là giới thiệu về các đa diện đều Platon và dùng đặc trưng Euler để chứng minh chỉ có đúng 5 đa diện đều.

### Các định nghĩa

#### Khối đa diện lồi
Khối đa diện (H) được gọi là khối đa diện lồi nếu đoạn thẳng nối hai điểm bất kì của (H) luôn thuộc (H). Khi đó đa diện xác định (H) được gọi là đa diện lồi.

#### Khối đa diện lồi đều
Là khối đa diện lồi có tính chất sau đây: 

a) Mỗi mặt của nó là một đa giác đều p cạnh. 

b) Mỗi đỉnh của nó là đỉnh chung của đúng q mặt. 

Khối đa diện đều như vậy được gọi là khối đa diện đều loại (p,q).

#### Phân chia tam giác
Một phân chia tam giác của một không gian tôpô là một đồng phôi từ không gian đó vào một không gian con của không gian Euclid nhận được từ một phép dán của những tam giác.

Phép  dán những tam giác tuân theo quy tắc sau:
1. Chỉ được dán tam giác dọc theo cạnh.
2. Hai tam giác sẽ có cùng một cạnh hoặc hai tam giác sẽ có cùng một đỉnh.

#### Đặc trưng Euler
{\displaystyle \chi _{(X)}=V-E+F} 

{\displaystyle \chi _{(X)}} gọi là đặc trưng Euler của đa diện X.
 Trong đó: 

V: là số đỉnh của khối đa diện X. 

E: là số cạnh khối đa diện X.

F: là số mặt của khối đa diện X.

#### Các khối đa diện Platon
Các khối đa diện Platon gồm 5 khối đa diện đều lồi là:  khối tứ diện đều, khối lập phương, khối tám mặt đều, khối mười hai mặt đều, khối hai mươi mặt đều.
 Trong đó:

##### Khối tứ diện đều

Hình tứ diện đều

• Khối tứ diện đều: là khối Platon với ba mặt hình tam giác được bố trí xung quanh mỗi đỉnh.
| Số đỉnh | Số cạnh | Số mặt | (p,q) |
| ------- | ------- | ------ | ----- |
| 4       | 6       | 4      | (3,3) |
• Platon xác định hình đa diện có hình dạng của các nguyên tử ngọn lửa.

##### Khối lập phương

Khối lập phương

• Khối lập phương: là khối Platon với ba mặt hình vuông được sắp xếp xung quanh mỗi đỉnh.
| Số đỉnh | Số cạnh | Số mặt | (p,q) |
| ------- | ------- | ------ | ----- |
| 8       | 12      | 6      | (4,3) |
• Platon xác định hình đa diện có hình dạng của các nguyên tử đất.

##### Khối tám mặt đều

Khối tám mặt đều

• Khối tám mặt đều: là khối Platon với bốn mặt hình tam giác được bố trí xung quanh mỗi đỉnh.
| Số đỉnh | Số cạnh | Số mặt | (p,q) |
| ------- | ------- | ------ | ----- |
| 6       | 12      | 8      | (3,4) |
• Platon xác định hình đa diện có hình dạng của các nguyên tử không khí.

##### Khối mười hai mặt đều

Khối mười hai mặt đều

• Khối mười hai mặt đều: là khối Platon với ba mặt ngũ giác được sắp xếp xung quanh mỗi đỉnh.
| Số đỉnh | Số cạnh | Số mặt | (p,q) |
| ------- | ------- | ------ | ----- |
| 20      | 30      | 12     | (5,3) |
• Platon xác định đa diện này với hình dạng của các nguyên tử vũ trụ.

##### Khối hai mươi mặt đều

Khối hai mươi mặt đều

• Khối hai mươi mặt đều: là khối Platon với năm khuôn mặt hình tam giác được bố trí xung quanh mỗi đỉnh.
| Số đỉnh | Số cạnh | Số mặt | (p,q) |
| ------- | ------- | ------ | ----- |
| 12      | 30      | 20     | (3,5) |
• Platon xác định hình đa diện này có hình dạng của các nguyên tử nước.

## Chứng minh chỉ có đúng năm khối đa diện đều lồi
Chìa khóa của chứng minh này là sử dụng đặc trưng Euler.

{\displaystyle V-E+F=2\quad \quad \quad (*)}
Đầu tiên ta có mối liên hệ:

{\displaystyle pF=2E=qV}
Thật vậy, ta có p là số cạnh của mỗi mặt đa diện, F số mặt của khối đa diện, suy ra pF là tổng số cạnh của tất cả các mặt của khối đa diện. Mà một cạnh của đa diện kề với hai mặt của khối đa diện. Suy ra:
{\displaystyle pF=2E}
Mặt khác ta lại có q là số mặt gặp nhau ở một đỉnh, V là tổng số đỉnh của khối đa diện. Suy ra qV là tổng số đỉnh của tất cả các mặt của khối đa diện. Mặt khác, q là số cạnh gặp nhau ở một đỉnh. Mà mỗi cạnh liên kết với hai đỉnh của đa diện. Suy ra:
{\displaystyle qV=2E}
Vậy 
{\displaystyle pF=2E=qV\qquad (1)}
Thế (1) vào (*) ta được:

{\displaystyle \quad \quad {\frac {2E}{q}}-E+{\frac {2E}{p}}=2}
{\displaystyle \Rightarrow {\frac {1}{q}}+{\frac {1}{p}}-{\frac {1}{2}}={\frac {1}{E}}}
{\displaystyle \Rightarrow {\frac {1}{q}}+{\frac {1}{p}}={\frac {1}{2}}+{\frac {1}{E}}\qquad \qquad (2)}
Ta lại có p ≥ 3, q ≥ 3 (Bởi vì mỗi đa diện có ít nhất 3 cạnh, khối đa diện có ít nhất 3 mặt gặp nhau ở một đỉnh). Mặt khác nếu p, q cùng lớn hơn 3 thì sẽ dẫn đến p ≥ 4, q ≥ 4. Do đó 

{\displaystyle {\frac {1}{p}}+{\frac {1}{q}}\leq {\frac {1}{4}}+{\frac {1}{4}}={\frac {1}{2}}}
{\displaystyle \Rightarrow {\frac {1}{2}}+{\frac {1}{E}}\leq {\frac {1}{2}}}
{\displaystyle \Rightarrow {\frac {1}{E}}\leq 0\quad \quad (**)}
Từ (**) suy ra đều vô lý. Do đó p, q không thể đồng thời lớn hơn 3 được. Suy ra p = 3 và q ≥ 3 hoặc p ≥ 3 và q = 3. Không mất tính tổng quát, giả sử p = 3. Thế vào (2) ta được: 

{\displaystyle {\frac {1}{q}}+{\frac {1}{3}}={\frac {1}{2}}+{\frac {1}{E}}}
{\displaystyle \Rightarrow {\frac {1}{q}}={\frac {1}{6}}+{\frac {1}{E}}>{\frac {1}{6}}}
{\displaystyle \Rightarrow 3\leq q<6}
Hiển nhiên ta biết rằng q là số nguyên. Vậy q chỉ có thể là 3, 4, 5. Từ đó suy ra E = 6, 12, 30. Một cách tương tự cho trường hợp q = 3. Ta cũng có p = 3, 4, 5. Vậy ta nhận  được năm cặp số (3,3), (3,4), (3,5), (4,3), (5,3). Từ năm cặp số giá trị của (p,q) này cho ta năm đa giác đều cần chứng minh.

## Ứng dụng

### Ứng dụng trong quân xúc xắc
Các khối đa diện đều thường được dùng là quân xúc xắc dùng trong các trò chơi may rủi. Con xúc xắc sáu mặt (khối lập phương) thường được dùng hơn cả, tuy nhiên cũng có thể dùng các khối 4, 8, 12, 20 mặt như trong hình dưới đây.

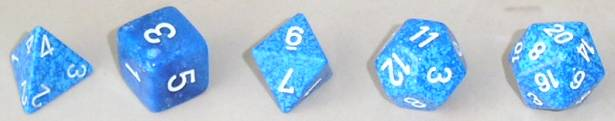
Các quân xúc xắc

### Các khối đa diện còn được ứng dụng trong trò chơi rubik
Tứ diện đều                         Khối lập phương                            Tám mặt đều                             Mười hai mặt đều
(Pyramorphix)                         (Rubik's cube)                          (4x4x4 octahedron)                           (Megaminx)

### Trong tự nhiên

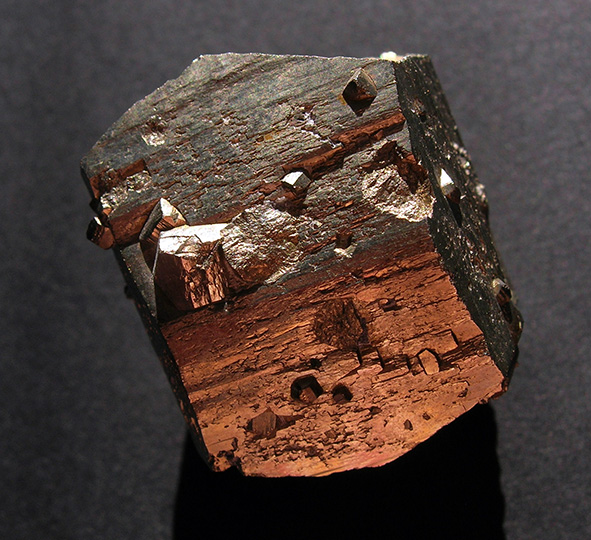
Tinh thể pyrit

Các khối tứ diện, lập phương, khối tám mặt có trong tự nhiên dưới dạng các cấu trúc tinh thể. Không phải tất cả các tinh thể có hình dạng là các khối đa diện nêu trên (khối đa diện đều 4,6,8,12,20). Không có tinh thể có dạng là khối mười hai mặt đều và khối hai mươi mặt đều. Trong tự nhiên khối mười hai mặt đều không tồn tại trong các dạng tinh thể nhưng dạng pyritohedron (khối mười hai mặt không đều có dạng như khối mười hai mặt đều nhưng các mặt bên không đều) méo mó xảy ra trong pyrit tinh thể.

Trong những năm đầu thế kỷ 20, Ernst Haeckel mô tả (Haeckel, 1904) một số loài Radiolaria (động vật nguyên sinh), một số có bộ xương được hình thành như  khối đa diện đều.  Ví dụ bao gồm Circoporus octahedrus, Circogonia icosahedra, Lithocubus geometricus và Circorrhegma dodecahedra.

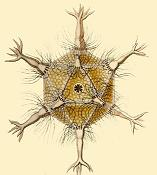
Circogonia icosahedra

Nhiều virus, chẳng hạn như herpes vi rút, có hình dạng của một icosahedron đều (khối 20 mặt đều).

### Ứng dụng trong kỹ thuật xây dựng
Các đa diện Platon được chia làm 2 nhóm:

+ Các đa diện các mặt bên là các tam giác được gọi là hệ thanh.

+ Các đa diện mà các đỉnh có ba cạnh đồng qui gọi là hệ vỏ.

Các đa diện này có nhiều ứng dụng trong xây dưng và kiến trúc. Chúng làm thành những kết cấu và cấu trúc bền vững, chịu lưc cao, giảm được trọng lương của các công trình xây dựng lớn, cao tầng.